# Protestes de Gamonal de 2014
El conflicte de Gamonal fa referència a una sèrie de protestes en forma de manifestacions i aldarulls que es van succeir a partir del 10 de gener de 2014 a Gamonal, el barri més extens i amb més població de la ciutat de Burgos (aproximadament un terç de la població total de la ciutat), a causa de la decisió de l'Ajuntament de Burgos de gastar 8,5 milions d'euros a construir un bulevard sobre l'antic carrer Vitoria, un dels principals eixos de l'urbs burgalesa.
L'oposició veïnal a les obres es basava en la falta de necessitat i l'excessiu cost d'aquestes, la durada de les obres, fixada en uns 15 mesos, l'eliminació de 2 carrils en la calçada, que passaven de quatre a dos, i la reducció significativa de places d'aparcament gratuïtes, doncs es perdrien 300 places en superfície i es construiria un aparcament subterrani de pagament.
Entre el 10 i el 14 de gener es van desenvolupar nombroses manifestacions i assemblees per part dels veïns per aconseguir la paralització de les obres. Durant algunes d'aquestes nits diversos centenars de persones van protagonitzar disturbis amb la crema de contenidors i l'atac a les obres i sucursals bancàries, amb un saldo de 46 detinguts i diversos ferits. En resposta, diversos centenars de policies es van desplegar pel barri, entre ells uns 200 agents de les Unitats d'Intervenció Policial (forces antidisturbis) de la Policia Nacional.
Després de diversos dies de protestes i altercats, l'alcalde de Burgos, Javier Lacalle, va anunciar primer la paralització temporal de les obres i la creació d'un grup de treball per intentar arribar a un consens, per posteriorment, el dia 17 de gener, anunciar el cessament definitiu del projecte al barri de Gamonal.

## Context i situació

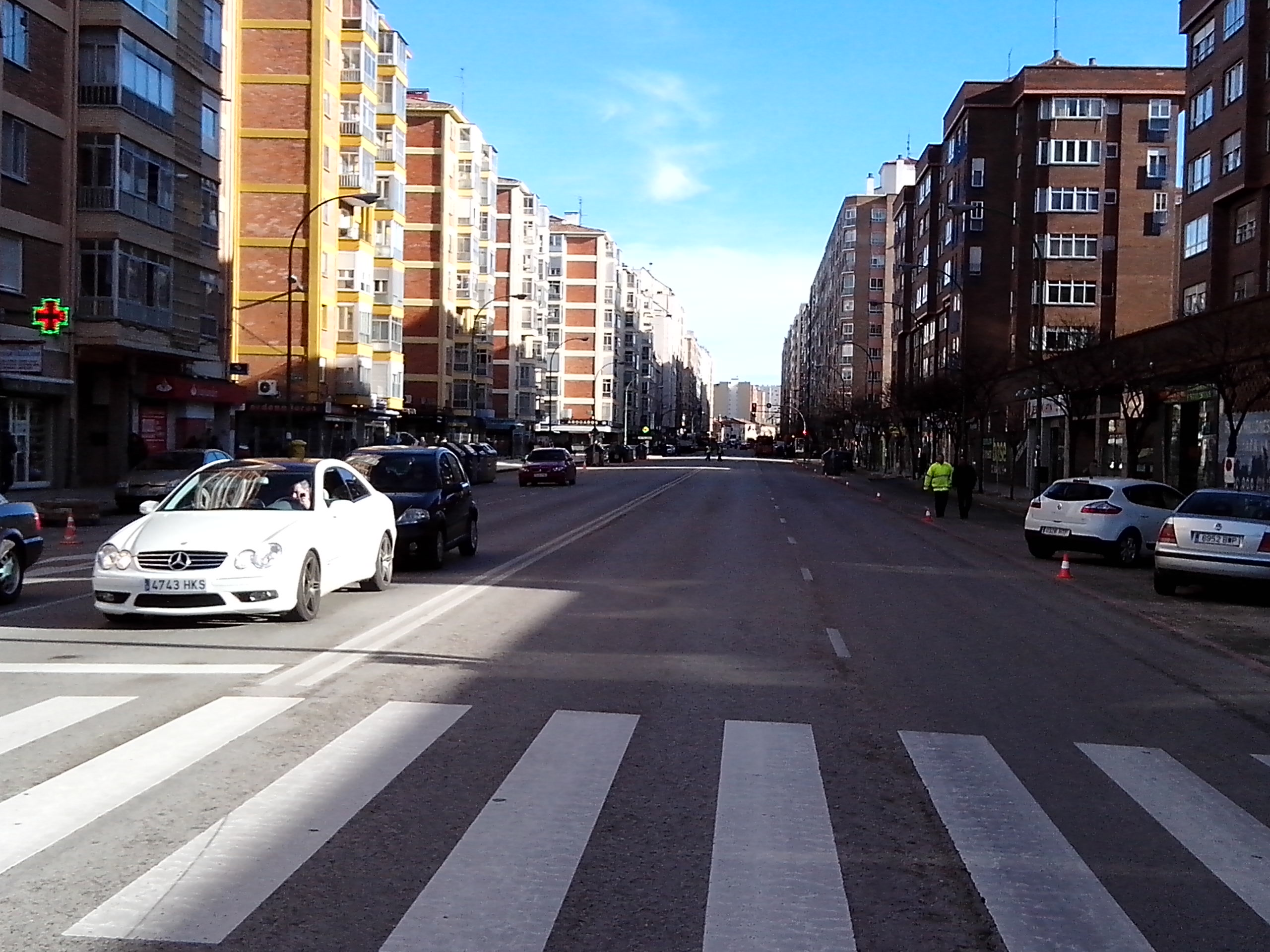
El carrer Vitoria el 8 de gener, el dia abans que comencessin les obres.

Gamonal és el barri amb major nombre d'habitants de la ciutat de Burgos. És un barri on resideixen majoritàriament obrers. El barri ja havia viscut en anys recents situacions de protestes i tensió similars, encara que mai havien arribat a tal magnitud. El conflicte va sorgir després de la decisió del govern local de construir un bulevard sobre l'antic carrer Vitoria, un dels principals eixos de la ciutat. La majoria dels veïns del barri es van mostrar ràpidament en contra d'aquesta obra, considerada pels seus detractors com una obra faraònica innecessària i injustificada atès el seu elevat cost, uns 8,5 milions d'euros. Un altre dels principals inconvenients és la pèrdua de places d'aparcament gratuïtes, unes 300. En el seu lloc es creessin places d'aparcament subterrànies, però aquestes seran de pagament i amb un preu de sortida de 19.800 €. A això cal sumar que les places no serien en propietat, sinó en lloguer per un màxim de 40 anys.
Un altre punt polèmic prové de l'empresari que encapçala el projecte de reforma, Antonio Miguel Méndez Pozo, implicat en nombroses polèmiques i casos de corrupció, com el Cas de la construcció, i pel qual va ser condemnat a set anys de presó en 1992 per un delicte de falsedat documental. A més, és propietari del Diario de Burgos, un dels principals diaris de la província i concessionari, juntament amb l'empresari José Luis Ulibarri (imputat en el cas Gürtel), de la radiodifusora autonòmica Radio Televisión de Castilla y León, finançada pel govern castellanoleonès. Méndez Pozo és assenyalat com un dels principals beneficiaris de l'obra. Encara que les seves empreses no han estat finalment les adjudicatàries de la construcció, sí que ho seran de la direcció i dels possibles augments de pressupostos, d'una obra la concessió de la qual estaria plagada d'irregularitats.
L'alcalde de Burgos, Javier Lacalle, pertanyent al Partit Popular, també ha estat objecte de les crítiques per no haver tingut suposadament en compte l'opinió majoritària dels veïns. Segons el diari Último Cero, Lacalle es va veure implicat el 2006 en una polèmica en haver realitzat un viatge a la Costa Blava amb totes les despeses pagades per diversos constructors, encapçalats pel fill de Méndez Pozo.
A aquests problemes es van unir l'elevat nivell d'atur que assota al barri, la disminució de la despesa social, la indignació fruit de la crisi econòmica a Espanya i la percepció de l'existència de corrupció per part de la població. Alguns dels veïns van declarar que la inversió en el bulevard podria destinar-se a altres sectors i col·lectius més desfavorits.

## Cronologia

### 2013
Abans que el conflicte de Gamonal transcendís als mitjans, els veïns i associacions del barri ja havien protagonitzat diverses accions per demanar la paralització dels projectes de construcció. Al juliol de 2013 l'Asociación Vecinal las Eras de Gamonal i Cristina Bilbao Puente van lliurar 3.715 signatures en contra del futur Bulevard. El 6 de novembre de 2013 es va celebrar una assemblea de veïns a la Casa de la Cultura de Gamonal, i al mateix mes es va celebrar una manifestació que va comptar amb la participació de més de 3.000 persones.

### 2014
- 9 de gener

Durant la tarda-nit es va produir una concentració entre els carrers Vitoria i San Bruno de 100 veïns tallant el trànsit, en protesta contra l'obra del bulevard. Després de dues hores de manifestació la protesta es va dissoldre pacíficament.
- 10 de gener

Al final de la jornada de treball dels operaris d'obra, grups de veïns es van reunir davant l'entrada d'aquesta per tractar d'impedir el pas de la maquinària. Van ser desallotjats per la força per agents de la policia local i de la policia nacional.
A les 22 hores hi va haver llançament de pedres per part dels manifestants i la policia va respondre amb una càrrega que va dissoldre la concentració, tot i que això va traslladar els causants dels aldarulls al costat contrari de la zona barrada, i començar a realitzar actes vandàlics, com ara la bolcada de contenidors, crema d'aquests, enderrocament del clos d'obra, destrossa de mobiliari públic i trencament d'una lluna d'una entitat bancària. Una hora més tard les unitats antiavalots van acudir a la zona de les destrosses i es van enfrontar amb els causants dels aldarulls, acabant el conflicte amb 17 detencions (entre les quals la d'un menor d'edat), i diversos ferits.
- 11 de gener

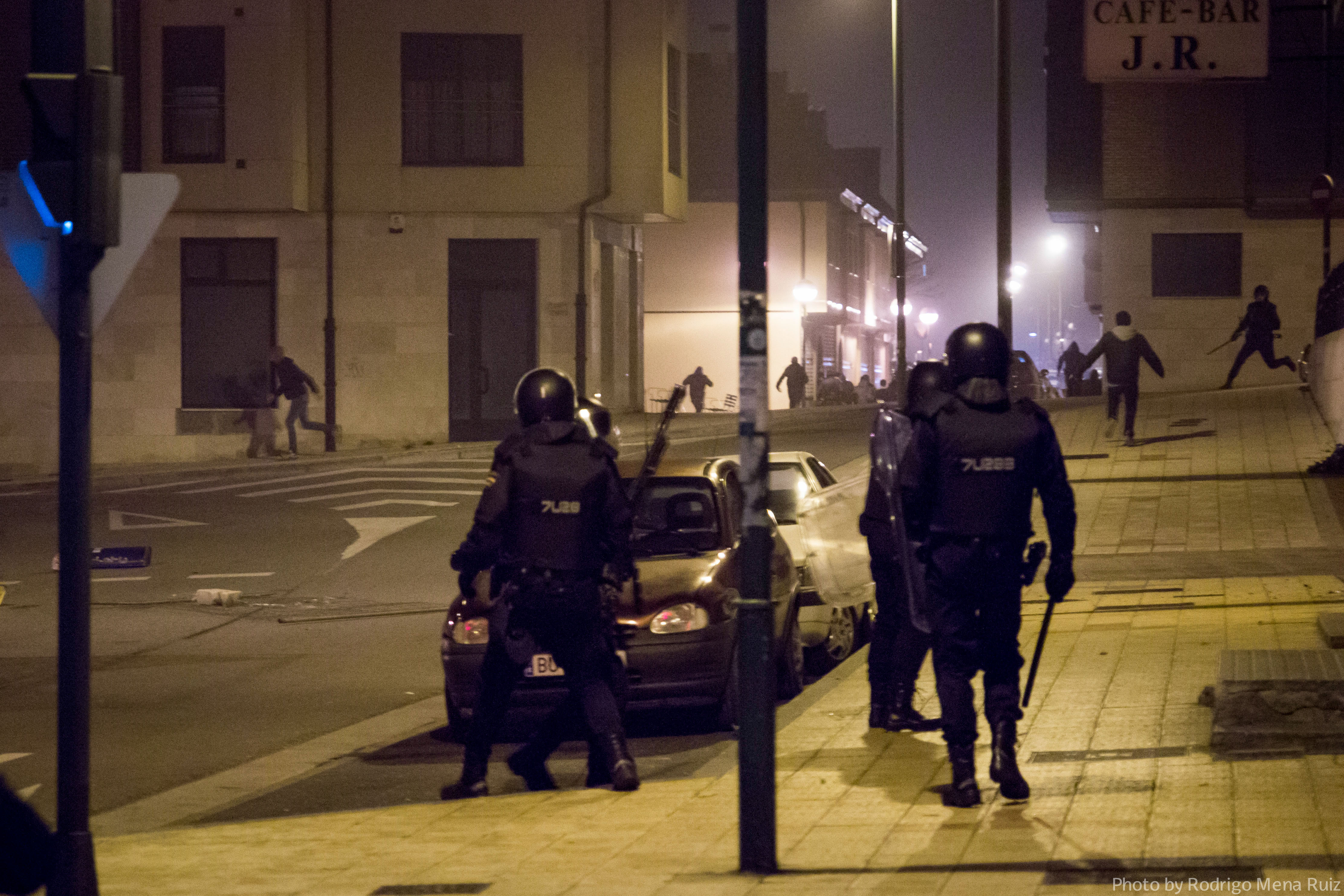
Càrregues policials al barri de Gamonal durant la nit de l'11 de gener.

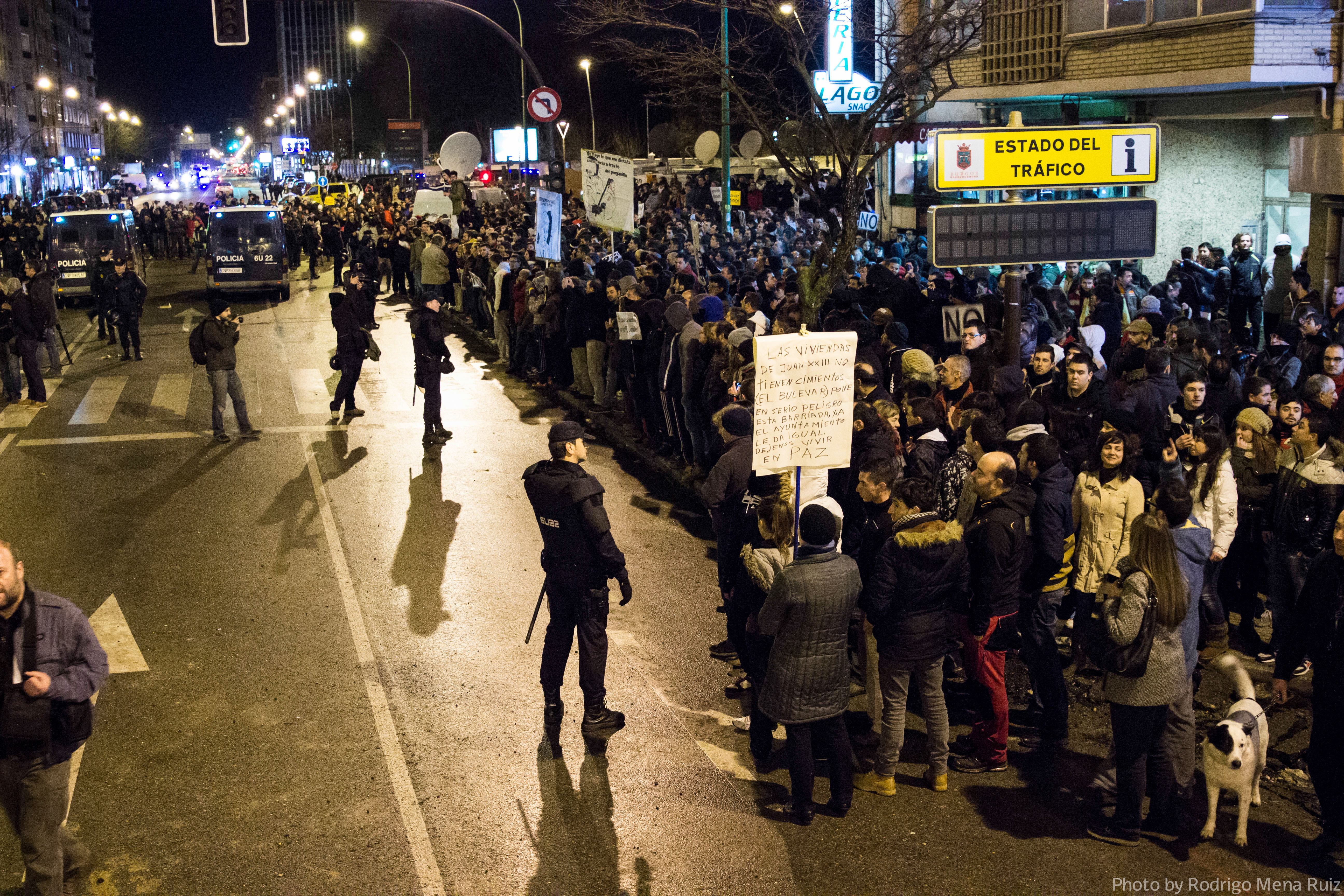
Manifestació al carrer Vitoria la tarda-nit del 14 de gener.

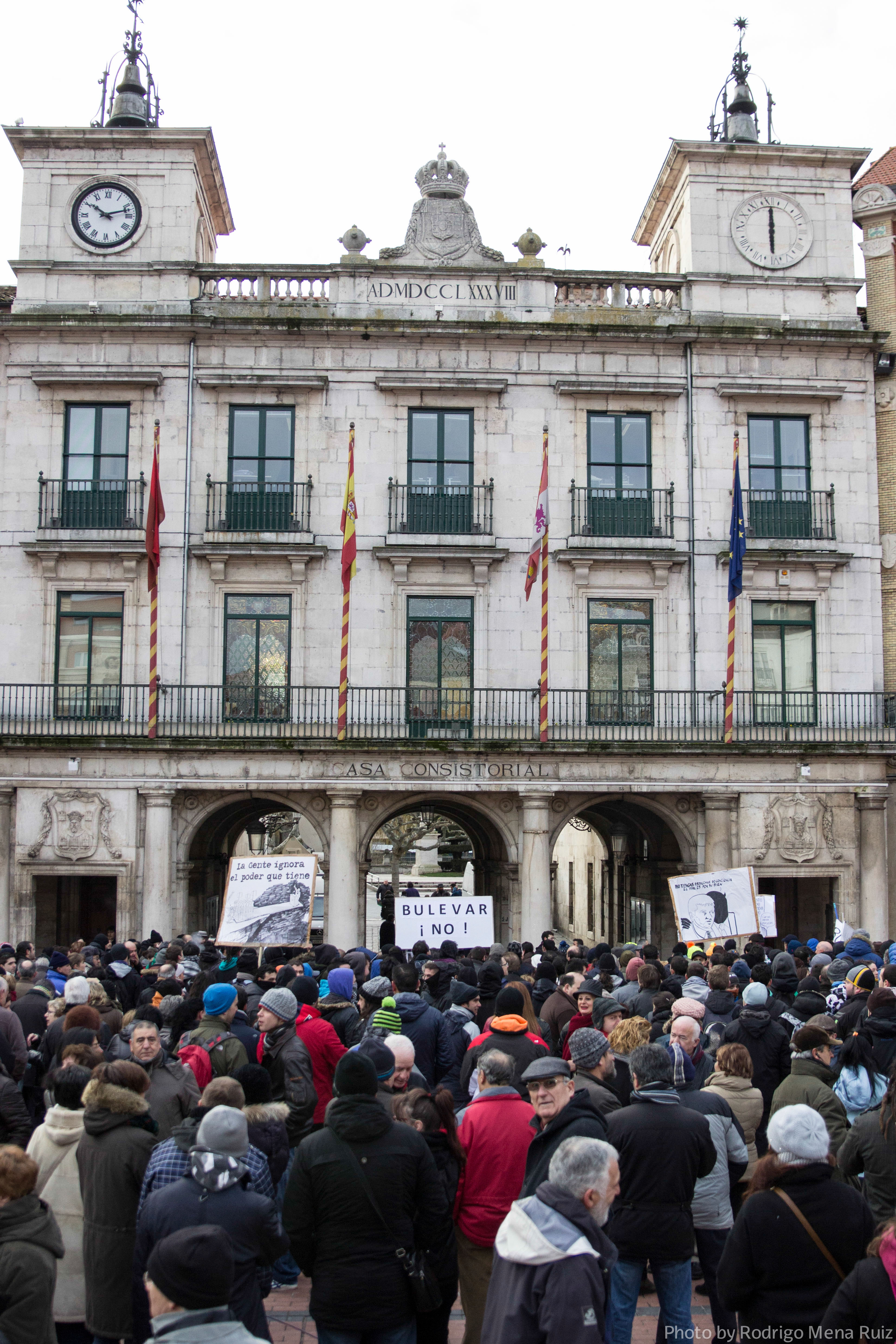
Manifestació davant de l'Ajuntament de Burgos el 17 de gener.

A la tarda es va produir una manifestació de més de 1.000 persones des de la zona d'obres fins a la comissaria de policia nacional per demanar la llibertat dels detinguts. Després de tornar al punt de partida la manifestació es va dissoldre, romanent a la zona un grup de 200 persones, que va començar a repetir els actes vandàlics del dia anterior, amb bolcada i crema de contenidors, destrossa de mobiliari públic, trencament de finestres de la comissaria de policia local del barri, enderrocament del clos d'obra i trencament de llunes de tres entitats bancàries. Van tornar a actuar les unitats antiavalots, que va disparar pilotes de goma per dissoldre la concentració, amb el resultat de 23 detinguts i 12 ferits.
- 12 de gener

A la tarda es va iniciar una marxa, a la qual van concórrer prop de 3.500 persones, en la confluència dels carrers Vitoria i Sant Bruno i es van dirigir a la seu del grup Promecal. Posteriorment van tornar al punt de partida i van començar a tombar les tanques que protegeixen les obres, després van moure diversos contenidors fins a la meitat del carrer Vitoria i els van incendiar, i van causar importants danys en una oficina del Banc Santander. La policia es va abstenir d'intervenir contra els manifestants malgrat les notables destrosses.
- 13 de gener

Per aquell dia va ser convocada pels veïns de Gamonal una asseguda a partir de les 6:30h per tal d'impedir l'avanç de les màquines. Cap a la una de la tarda seguien allí. El Partit Castellà (PCAS) ha exigit "la immediata" dimissió de Javier Lacalle, i insisteix que ha demostrat una "evident incapacitat" per solucionar i negociar una sortida pacífica al conflicte; també assegura que Lacalle ha mostrat una "absoluta intransigència", la qual cosa li impedeix negociar amb el sector de la societat que rebutja el projecte del bulevard del barri de Gamonal.
- 14 de gener

En vista que els disturbis no havien cessat, la direcció de la Policia Nacional va enviar a un grup procedent de Madrid de la Unitat d'Intervenció Policial (UIP), compost per 50 policies antiavalots. Després de quatre nits d'enfrontaments la quantitat de policies apostats a Gamonal es va elevar a 200. Luis Escribano, portaveu del Grup Socialista a l'ajuntament de Burgos, va sol·licitar la dimissió de l'alcalde Javier Lacalle, si no actuava per trobar solucions al conflicte.
A la tarda, el primer edil burgalès va anunciar la paralització temporal de les obres del bulevard, per obrir un procés de diàleg. Malgrat la notícia, els veïns no van desconvocar les protestes i van insistir que aquestes es mantindrien de forma indefinida.
- 15 de gener

Malgrat l'anunci de l'alcalde del dia anterior de la paralització "temporal" de les obres, els veïns desconfiaven d'aquest anunci i van tornar a concentrar-se a les 6:30h per impedir una possible entrada de les màquines a l'obra. A la tarda van continuar les manifestacions en contra del projecte.
- 16 de gener

Els veïns van deixar d'acudir de matinada per evitar l'entrada de maquinària d'obra, però van mantenir les concentracions matinals i vespertines. A més, es van preparar per acudir l'endemà al centre de la ciutat, on es debatia el futur de l'obra.
- 17 de gener

Aquell dia es va celebrar un ple extraordinari a l'Ajuntament de Burgos on es va rebutjar, amb els vots en contra del Partit Popular, la proposta dels partits de l'oposició de renunciar definitivament a la realització de l'obra. La celebració del ple, on es van debatre també els actes de violència ocorreguts els dies anteriors, va estar seguida per una manifestació de 2.000 persones a la porta de l'Ajuntament.
La tarda del mateix dia, Javier Lacalle va convocar una roda de premsa on va anunciar la suspensió definitiva de les obres al barri de Gamonal i la restitució del carrer Vitoria a l'estat anterior. Va defensar el canvi de postura amb la finalitat de mantenir la pau social a la ciutat.

## Reaccions i conseqüències

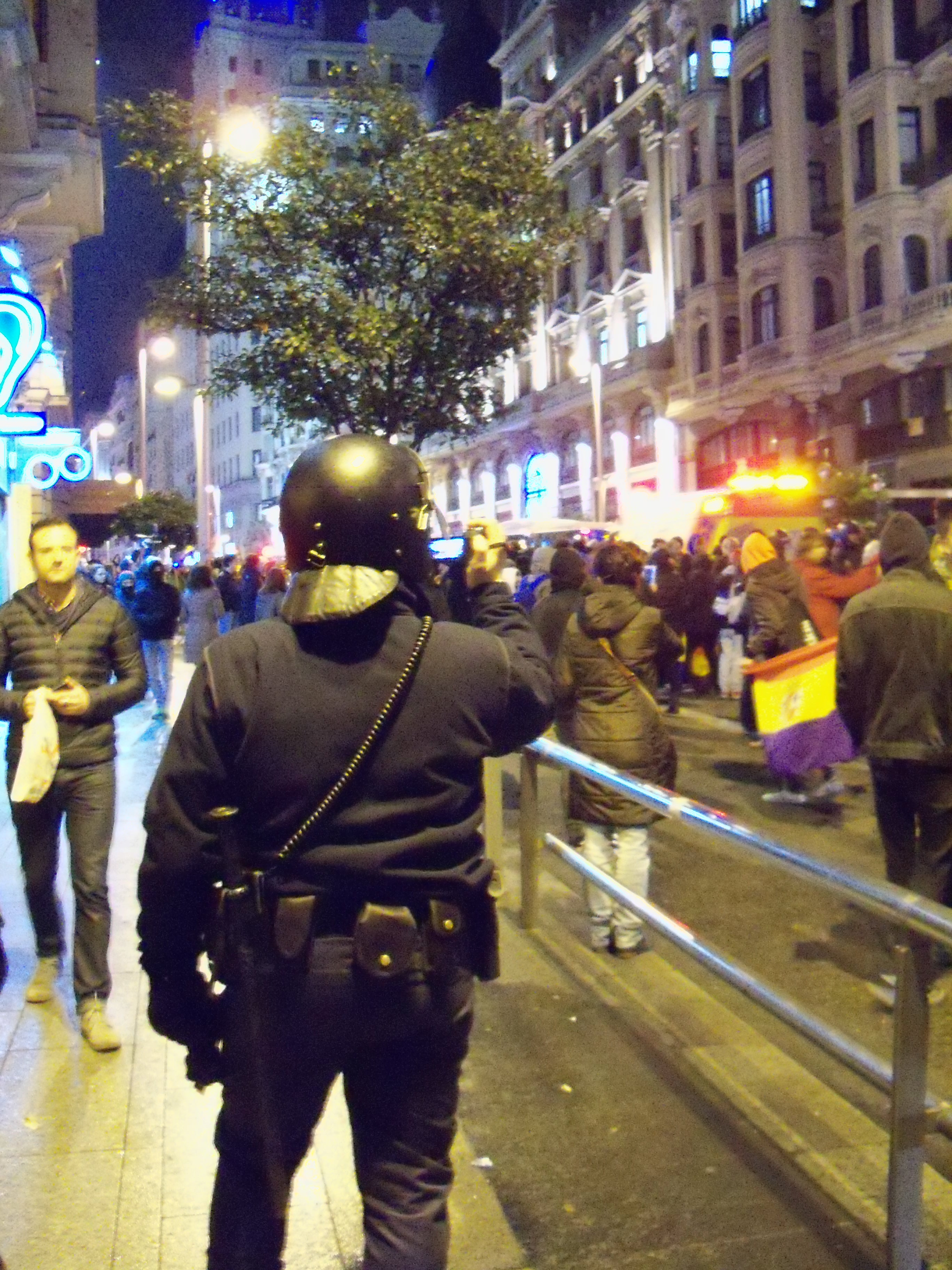
Policia gravant en vídeo a manifestants a Madrid en suport a Gamonal.

Amb motiu de la paralització de les obres, el dia 17 de gener de 2014 es van realitzar manifestacions i protestes en diversos punts de l'estat, com Madrid, Vitòria, Sant Sebastià, Bilbao, Santander, Saragossa, Barcelona, València, Alacant i Oviedo en suport als veïns de Gamonal, i en les quals es van produir diferents altercats. El resultat de detencions va ascendir a un mínim de 13, entre Madrid, Saragossa València i Barcelona.
A la manifestació en suport a Gamonal que va tenir lloc a la ciutat comtal els Mossos d'Esquadra van fer servir per primera vegada, en substitució de les pilotes de goma, un canó de so per a dispersar el grup de manifestants, un altaveu que emet un so de decibels molt alts. Els aldarulls es van saldar amb un total de tres detinguts, dos dels quals eren menors, i cinc agents ferits (tres de la Guàrdia Urbana i dos mossos). Els desperfectes, encara sense quantificar, incloïen un vehicle policial, seus bancàries, cabines telefòniques i material urbà. Joaquim Forn, primer tinent d'alcalde de l'Ajuntament de Barcelona, va afirmar l'endemà que la institució estava valorant presentar-se com a acusació contra els detinguts.